# Lund Giants HC
Lund Giants HC är en ishockeyklubb från Lund i Skåne, som bildades 2004 sedan Lunds IS gått i konkurs. Föreningen bedriver verksamhet för flickor och pojkar i åldrarna 4 till 20 år i Lunds ishall på Klostergårdens idrottsområde.
Klubben spelade i U16 Elit 2018-2020. Herrlaget spelade åren 2012-2019 i Hockeytvåan. Damlaget spelade i Division 1 säsongen säsongen 2014/15. Klubben utsågs till Årets förening i Lund på Idrottsgalan år 2014.